# Tetracoccus fasciculatus
Tetracoccus fasciculatus là một loài thực vật có hoa trong họ Picrodendraceae. Loài này được (S.Watson) Croizat miêu tả khoa học đầu tiên năm 1942.